# الدهماني البوجي
الدهماني بن محمد البوجي (... - 1864)، القائد العسكري الثائر وأبرز زعماء 1864.ولد بمساكن وتربى بها والتحق بالجندية واستفاد من تكوين المدرسة العسكرية بباردو التي كونها أحمد باي. كانت رتبة مترجمنا رتبة شاوش أي أنه لم يرتق في سلم الرتب العسكرية، وقد يكون ذلك لدخوله الجندية بصفة متأخرة. ساهم بشكل بارز في حوادث 1864 ضد حكم البايات. وتزعم ما عرف بـ«كتلة مساكن» التي ساهمت بدور فعال في الأحداث، وضمت الكتلة مجموعة من القرى الساحلية تساندها القبائل المجاورة وقامت بعمليات كبيرة مناهضة للبايات كمحاصرة مدينة سوسة لمنع وصول الإمدادات إليها من الباي ومفاوضة القناصل الأجانب لسحب سفنهم الحربية من السواحل التونسية. وكان الدهماني يلقب بـ«رئيس الخيالة» ويعمل مع شخص ثائر آخر أصيل بنبلة هو أحمد بن الماشطة المشهور بولد الماشطة والذي يلقب نفسه في رسائله بـ«كبير المحلة». وانهزمت «كتلة مساكن» أمام المحلّة العسكرية التي كان يقودها أمير الأمراء أحمد زروق. وأعلن زروق بداية ضدّ أهل الساحل جميعا. وتعقب زعماء الحركة فاستسلم له زعماء مساكن يتقدمهم الدهماني البوجي كما تعقب باقي الزعماء مثل أحمد ولد الماشطة الذي اعتبر قائد الحركة بالساحل وتم إلقاء القبض عليه بسلقطة. وتمت إحالة الموقوفين على المحاكمة العسكرية السريعة. ووجهت لزعماء الحركة تهم الفساد والعصيان والحرابة وكله تؤدي إلى الحكم بالقتل. وصدرت أحكام سريعة بالإعدام فأعدم يوم 16 أكتوبر 1864 -على الأرجح- رميا بالرصاص كل من ولد الماشطة ومحمد بن حفصية من مساكن بينما شنق الدهماني البوجي على مدفع معلق بباب البحر حسب مذكرات أحد الضباط العسكريين الفرنسيين وهو الكومندان هانيزو (الذي وضع تاريخ إعدامه يوم 7أكتوبر).